# زوج یا فرد
زوج یا فرد (با نام پیشین مُرِّ قانون یا حوزه استحفاظی) مجموعه‌ای ایرانی است که در نوروز سال ۱۳۹۸ از شبکه سه سیما پخش شد. نویسندگان این سریال امیرعباس پیام و مهدی روشن‌روان، کارگردان آن علیرضا نجف‌زاده و تهیه‌کننده این سریال مهران مهام است.

## داستان
این سریال به صورت کلی قصه یک شخص به نام کمال شهری را نشان می‌دهد که قرار است وزیر شود اما با خطاهای پسرش و آقای نیکبخت (معاون آقای شهری) از سمت خود برکنار می‌شود و چشمش به دنبال خانمی به نام آفاق دستان که پرستار مادرش است می‌افتد و از آنجایی که پسرش به شدت غیرتی است مشکلاتی برای آنها پیش می‌افتد…

## بازیگران
| بازیگر           | نقش                        | توضیحات                                          |
| ---------------- | -------------------------- | ------------------------------------------------ |
| مرجانه گلچین     | آفاق دستان                 | پرستار شهربانو شهری و همسر کمال مادر فرهاد پولکی |
| هدایت هاشمی      | کمال شهری                  | معاون وزیر بازنشسته و شوهر آفاق                  |
| مهران غفوریان    | فرشید دستان                | برادار آفاق و دایی فرهاد                         |
| یوسف تیموری      | فرهاد پولکی و یدالله پولکی | پسر آفاق و یَدی/پدر فرهاد و شوهر متوفی آفاق       |
| ناهید مسلمی      | شهربانو شهری               | مادر کمال مادر بزرگ آمنه و ناصر                  |
| اشکان اشتیاق     | ناصر شهری                  | پسر کمال برادر آمنه نوه شهربانو اختلاس گر        |
| شیدا خلیق        | آمنه شهری                  | دختر کمال خواهر ناصر نوه شهربانو                 |
| مهران رجبی       | حاج رضا (رضا دمنوش)        | دوست کمال مدیرکل سابق وزارت و مغاره مدار         |
| سپند امیرسلیمانی | نیکبخت                     | ریس دفتر معاون وزیر (کمال شهری) معاون جدید وزیر  |
| شهین تسلیمی      | اشرف                       | صاحبخانه آفاق                                    |
| مهشید ناصری      | ساحل ایزدی                 | همسر ناصر مادر دریا                              |
| بهشاد شریفیان    | بعشاد                      | فرمانده پلیس                                     |
| دلسا ملکی        | دریا شهری                  | دختر ناصر                                        |
| شیوا خسرومهر     | ملیحه                      | زن حاج رضا                                       |
| عباس محبوب       | عباس                       | نانوا                                            |
| محمد الهی        |                            | وزیر                                             |
| کریم قربانی      | پروانه                     | هم محله ای کمال                                  |
| اردشیر کاظمی     | پیرمرد                     | همسایه کمال                                      |
| حلیمه سعیدی      | عروس                       |                                                  |
| داریوش سلیمی     | -                          | تولیدکننده                                       |

## جوایز و نامزدها[نیازمند منبع]
| ۱۳۹۸ | نوزدهمین جشن حافظ |                                 |              |          |
| ۱۳۹۸ | نوزدهمین جشن حافظ | بهترین بازیگر زن کمدی تلویزیونی | مرجانه گلچین | نامزدشده |
| ۱۳۹۸ | نوزدهمین جشن حافظ | بهترین بازیگر زن کمدی تلویزیونی | ناهید مسلمی  | نامزدشده |